# Jean-Baptiste Théodon

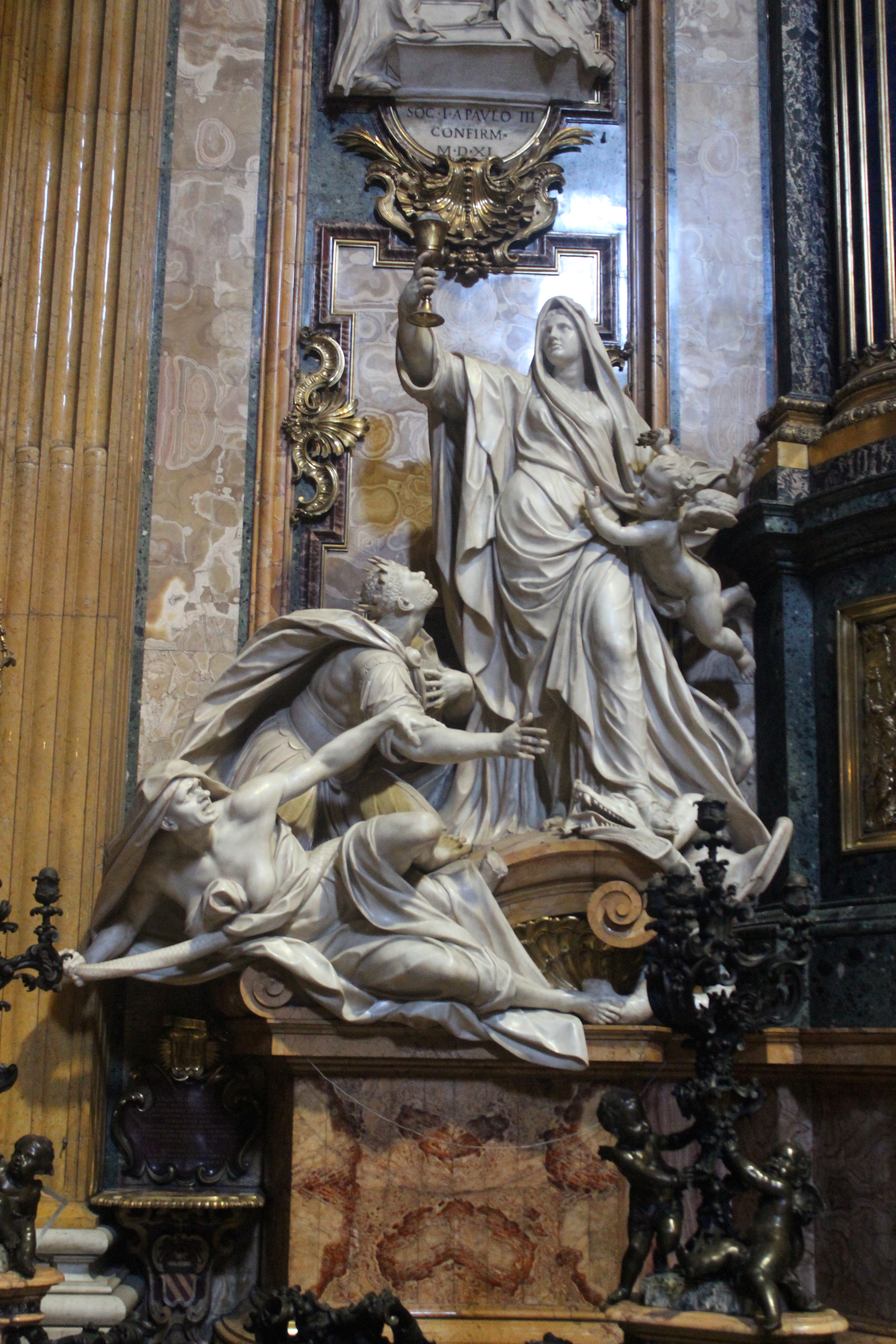
Tron besegrar hedendomen. Il Gesù i Rom.

Jean-Baptiste Théodon, född 1645 i Vendrest i Seine-et-Marne, död 1713 i Paris, var en fransk skulptör under barockepoken. 
Jean-Baptiste Théodon utbildade sig i Versailles och på Manufacture des Gobelins. Han flyttade med sin hustru till Palazzo Capranica i Rom 1684 och fick uppdrag av påvarna och jesuiterna under trettio år i Italien.  
År 1705 återvände han till Frankrike, där han arbetade med bland annat utsmyckningen av Versailles, speciellt av det kungliga kapellet med 16 skulpturer.

## Verk i Rom (urval)
- Tron besegrar hedendomen – Cappella di Sant'Ignazio, Il Gesù[1][2]
- Drottning Kristina upptas i Katolska kyrkan – Drottnings Kristinas epitafium, Peterskyrkan[3][4]
- Josef delar ut spannmål åt egyptierna – Santissima Trinità in Palazzo Monte di Pietà[5][6][7]
- Den helige påven Calixtus I – fasaden, Santa Maria in Trastevere[8]